# Marambio (polární stanice)
Polární základna Marambio (Base Marambio), je hlavní argentinská základna v Antarktidě. Je umístěna na ostrově Seymour-Marambio, asi 100 km od další základny Esperanza. (Blíže je ovšem česká Mendelova polární stanice, nacházející se 78 km na SZ od stanice Marambio.) Marambio bylo první letiště v Antarktidě a stále patří mezi nejpoužívanější, protože je vhodné i pro přistání letadel s koly. Délka přistávací dráhy je 1200 metrů, šířka 40 metrů, je vybavena radiomajákem a elektronickým přistávacím systémem, na letišti se může přistávat po celý rok.
Základna byla založena 29. října 1969 a nese jméno argentinského pilota Gustava Argentina Marambia, který patřil mezi první letecké průzkumníky Antarktidy.
Základna má 27 budov, zdravotní středisko vybavené třemi lůžky, čtyři generátory s výkonem až 1000 kW a čističku odpadní vody. Argentinské letectvo má k dispozici hangár.

## Sezónní informace
Průměrné teploty na základně jsou −1,5 °C v létě a −15 °C v zimě, silný vítr může snížit teplotu až k −60 °C.
V zimě má základna v průměru 55 členů posádky, ale v létě počet obyvatel základny může vzrůst až na 150.  
9. února 2020 zde byla naměřena naměřena nejvyšší teplota na Antarktidě (20,75 °C)

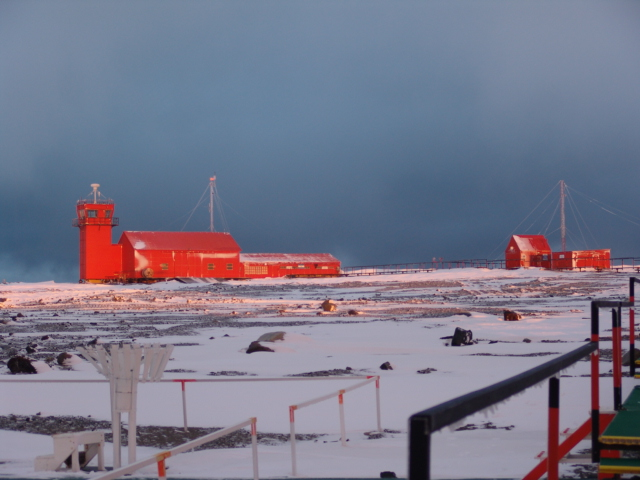
Pohled z kontrolní věže letiště